# Entandrophragma palustre
Espèce
Entandrophragma palustre est une espèce d'arbres de la famille des Méliacées.